# Деби Райън
Дебора Ан Райън, по-известна като Деби Райън, (на английски: Deborah Ann „Debby“ Ryan) е американска актриса и певица. Става популярна с ролите си на Аби Дженсън във филма на Дисни „16 желания“, в ролята на Бейли Пикет в сериала „Корабните приключения на Зак и Коди“, както и в ролята на Джеси в едноименния сериал на Disney и на Тара Адамс във филма на Disney „Радио Бунтар“.

## Биография
Деби Райън е родена на 13 май 1993 г. Тя израства в Алабама и на 7 години се мести в Германия, където учи в националния театър. Три години по-късно, когато Деби е на 10 години, се връща в Съединените щати, където иска да се занимава с актьорство. Тя е християнка и пее в църкви, групи за изпълнение, и състезания за таланти. Има агент и нейната първа голяма роля е в Barney, Let's Go To the Firehouse, където играе тийнейджърка, която помага на Барни и приятелите му.
Играе Едит във филма The Longshots на Nickelodeon. Няколко години е гостуващ актьор в сериали като „Джонас Брадърс: Изживей мечтата“, след което от Дисни се обаждат на Деби, че е получила ролята в сериала на Кол и Дилан Спраус. Сериалът започва да се снима през април 2008 и е пуснат през септември 2008 г.
Шоуто става хит и продължава да се снима до септември-октомври 2010. По време на втория сезон на „Приключения на борда“, Деби чува за филм наречен What If и благодарение на голямата си Дисни слава получава ролята на Кимбърли. Но това е твърде малка роля. През лятото същата година Деби получава ролята на Аби Дженсън във филма на Дисни „16 желания“. В края на 2010 Деби снима последните си епизоди като Бейли Пикет и участва в няколко епизода на сериала R.L Stine’s The Haunting Hour, където играе лошо момиче. От 2011 до 2016 г. Деби играе главната роля в серила на Дисни, „Джеси“. Деби е свирила много инструментали на акустична китара, пиано и електрическа китара. Много нейни песни са написани от нейния брат, текстописеца Крис Райън. Деби показва, че може да свири и пее много типове музика като джаз, кънтри поп и понякога рок.
От 2018 г. Райън играе Патриша „Пати“ Бладел, главната роля в сериала на Netflix „Ненаситна“.

## Личен живот
През декември 2018 г. е обявено, че Райън е сгодена за барабаниста Джош Дън.